# One World, One Peace
One World, One Peace è un disco long play che contiene le poesie di Papa Giovanni Paolo II che sono state adottate per canzoni che sono state cantate dalla cantante Sarah Vaughan. Il disco è una commemorazione dell'anno internazionale della Pace 1986. Orchestra condotta da Lalo Shifrin e con canzoni originali di Francy Boland, Tito Fontana, Sante Palumbo e Lalo Schifrin e con i seguenti musicisti: Benard Ighner (voce; Karin Levin (faluto); Tony Coe (clarinetto e sax tenore); Jonel Radonici (oboe); Berndt Holtz (corno inglese); Sahib Shihab (sax soprano); Bobby Scott (pianoforte) Francy Boland (pianoforte).